# Torneo WTA de Auckland 2015
El Torneo WTA International de Auckland de 2015 (conocido por motivos comerciales como ASB Clasic Open 2015) fue un evento de tenis femenino perteneciente al WTA Tour. Se disputó en canchas duras, dentro de las instalaciones del ASB Tennis Centre en Auckland, Nueva Zelanda. Tiene lugar entre el 5 de enero y el 11 de enero de 2015. 

## Cabeza de serie

### Individuales
| Tenista                    | Ranking | Preclasificada |
| Caroline Wozniacki         | 8       | 1              |
| Sara Errani                | 14      | 2              |
| Venus Williams             | 18      | 3              |
| Barbora Záhlavová-Strýcová | 25      | 4              |
| Svetlana Kuznetsova        | 27      | 5              |
| Sloane Stephens            | 36      | 6              |
| Coco Vandeweghe            | 39      | 7              |
| Mona Barthel               | 42      | 8              |

- Rankings al 29 de diciembre de 2014.

### Dobles
| Tenista                                       | Ranking | Preclasificada |
| Sara Errani Roberta Vinci                     | 1       | 1              |
| Andrea Hlaváčková Lucie Hradecká              | 37      | 2              |
| Michaëlla Krajicek Barbora Záhlavová-Strýcová | 57      | 3              |
| Marina Erakovic Arantxa Parra Santonja        | 145     | 4              |

## Campeonas

### Individuales femeninos
Venus Williams venció a  Caroline Wozniacki por 2-6, 6-3, 6-3

### Dobles femenino
Sara Errani /  Roberta Vinci vencieron a  Shuko Aoyama /  Renata Voráčová por 6-2, 6-1